# ریپابلیک رکوردز
ریپابلیک رکوردز (انگلیسی: Republic Records) یک شرکت نشر موسیقی آمریکایی است که به عنوان زیرمجموعه یونیورسال میوزیک گروپ عمل می‌کند. این لیبل توسط مونتی لیپمن و ایوری لیپمن در سال ۱۹۹۵ ایجاد شد؛ و بعدها در سال ۱۹۹۹ با یونیورسال موتاون ریپابلیک گروپ زوج گردید. بعد از جدایی موتاون رکوردز از یونیورسال موتاون رکوردز، یونیورسال موتاون ریپابلیک گروپ تعطیل شد و ریپابلیک رکوردز در سال ۲۰۰۶ به‌طور موقت با یونیورسال ریپابلیک رکوردز ادغام شد، تا این که در اواخر سال ۲۰۱۲ دوباره احیا گشت. دفتر اصلی لیبل در نیویورک سیتی، ایالات متحده قرار دارد و دیگر دفاتر آن در اینتراسکوپ سنتر و سنتا مونیکا، کالیفرنیا قرار دارد.
مطابق با اطلاعات مدیابیس، ریپابلیک رکوردز برترین لیبل موسیقی سال ۲۰۱۲ ایالات متحده بود. پرفروش‌ترین هنرمندان لیبل عبارتند از آریانا گرانده، تیلور سوئیفت، توایس، ایمی واینهاوس، دریک، لیل وین، نیکی میناژ، ویکند، کانن گری و لرد.